# Stortjärnen (Edefors socken, Norrbotten, 734674-172443)
Stortjärnen är en sjö i Bodens kommun i Norrbotten och ingår i Luleälvens huvudavrinningsområde. Sjön har en area på 0,101 kvadratkilometer och ligger 74,6 meter över havet.

## Delavrinningsområde
Stortjärnen ingår i det delavrinningsområde (734874-172440) som SMHI kallar för Nedlagd mätstation. Medelhöjden är 125 meter över havet och ytan är 13,2 kvadratkilometer. Räknas de 39 avrinningsområdena uppströms in blir den ackumulerade arean 698,58 kvadratkilometer. Bodträskån (Jåkkåjaurebäcken) som avvattnar avrinningsområdet har biflödesordning 2, vilket innebär att vattnet flödar genom totalt 2 vattendrag innan det når havet efter 100 kilometer. Avrinningsområdet består mestadels av skog (88 procent). Avrinningsområdet har 0,1 kvadratkilometer vattenytor vilket ger det en sjöprocent på 0,8 procent.